# CRV7

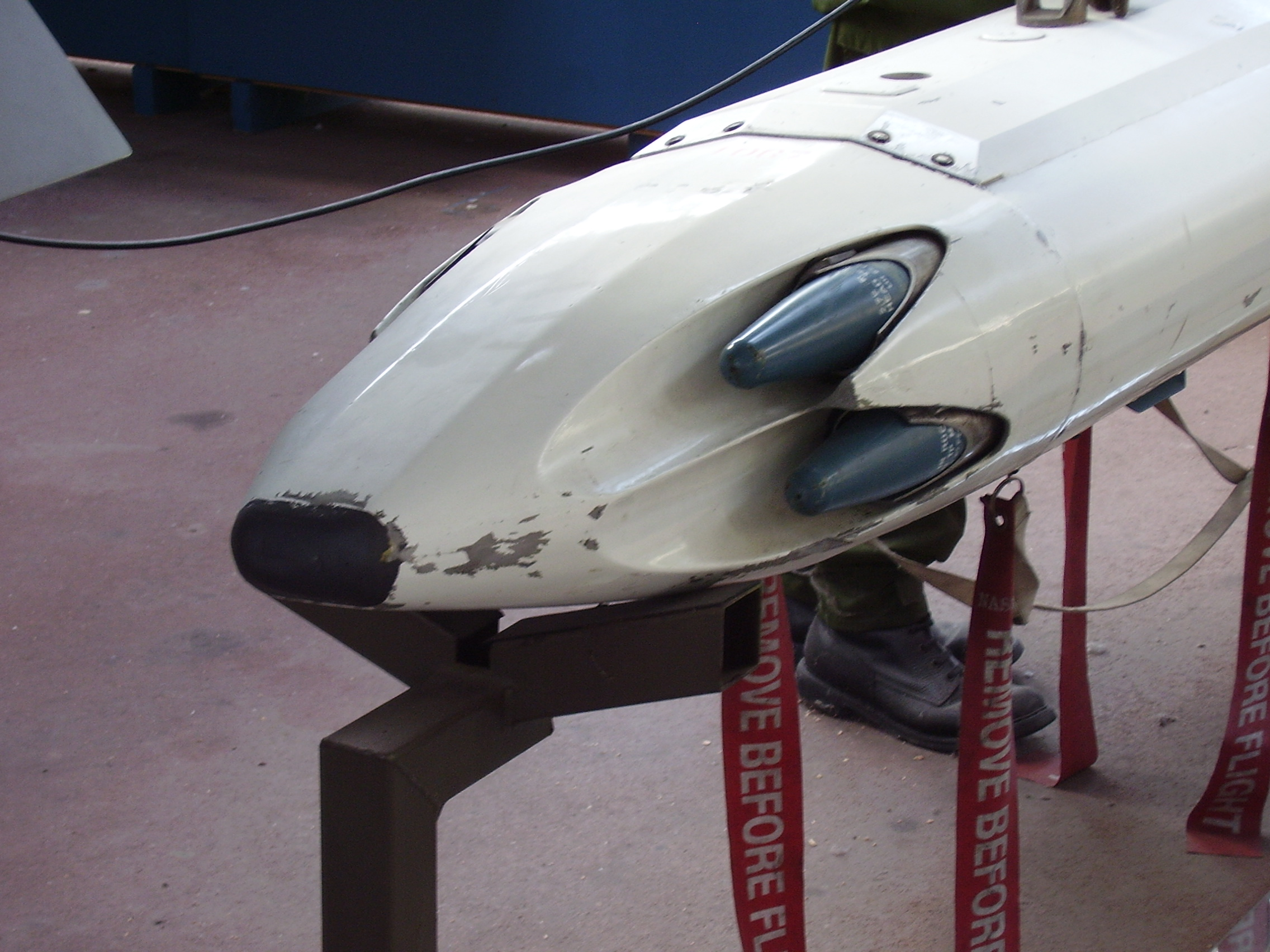
CRV7 ロケットを4発装備したSUU-5003爆弾ディスペンサー。4つのロケットチューブが露出しており、下部に6発の訓練用の爆弾のための取り付け装置がある。両方が取り付けられるので、パイロットは一回のソーティーでロケットと爆弾の両方の訓練が行える

CRV7（Canadian Rocket Vehicle 7）は、カナダ・マニトバ州ウィニペグのブリストル・エアロスペースで開発された、折り畳み式の安定翼を持つ2.75インチ (70 mm)対地攻撃ロケット弾である。1970年代前半に、標準的なアメリカの2.75インチ空対地ロケット弾の改良型として発表された。このクラスでは最も強力な兵器であり、ワルシャワ条約機構のハンガーを一発で貫通できる。CRV7は、現在で最も強力なロケット弾であり、少なくともアメリカ以外の西側諸国におけるデファクトスタンダードになりつつある。

## 開発
CRV7は、弾道弾迎撃ミサイルの総合的な研究の一環として、CARDEで推進されていた高性能な固体燃料ロケットの研究から、1950年代後半に派生した。エアロジェットの協力のもとで、CARDEとブリストルは、新しい燃料とエンジンの設計を試験するために「Propulsion Test Vehicle」（推進試験機）を開発した。この計画は、ブラック・ブラント観測ロケットとなって結実した。これは、1965年に初飛行し、それ以来長い間成功した経歴を保っている。
1970年代前半、CARDEとブリストルは、CF-104 スターファイターに装備するために、同じ推進剤とエンジンを使った2.75インチロケット弾を設計することにした。この結果、開発されたRLU-5001/B（C-14）エンジンは、1973年からブリストルによって生産が始められた。このエンジンの全力積は2,320lbfs（10.3kNs）であり、燃焼時間は2.2秒である。ロケットの空虚重量は6.6kgで、通常はアメリカのロケットと同じ10ポンド (4.5 kg)の高性能爆薬（HE）弾頭を装備する。
CRV7によって更新されたアメリカ製Mk4 FFAR「マイティ・マウス」ロケット弾と比べると、燃料のエネルギーが大きく機体の設計が新しいので、射程は長く弾道はフラットで、着弾時には約2倍のエネルギーを発揮する。最大有効射程は4,000mで、ほとんどの短距離対空兵器の射程外から発射することができる。CRV7と比較すれば、マイティ・マウスやハイドラ70ロケット弾の射程は短いので、これを発射する航空機は、目標の周囲に配置された地上兵器の射程内に入ってしまう可能性がある。
無誘導のロケット弾は、通常は小銃弾のように回転を与えて安定させる。回転は、ロケットの後部についた小さな安定翼によって与えられるが、安定翼は発射管からロケットが離れると同時に展開される。安定翼の展開には短いながら時間が必要で、ロケットが回転を始めるためには更に時間が必要である。この間に、最初に狙った場所から大きく外れてしまう可能性がある。CRV7はこの問題を、排気管の中に突き出すように小さな翼（ベーン）を追加し、それによって発射管を離れる前にロケットが回転を始めるようにすることで解決し、精度を大幅に向上させた。CRV7の一斉射撃は、それ以前の設計に比べて1/3の面積に着弾する。
CRV7の分散する範囲は、最初は4ミリラジアンとされていたが、CF-18 ホーネットの実射による試験の結果は、それより小さい3ミリラジアンだった。これは、多くの航空機に搭載されている機関砲よりも、かなり良い結果である。広く使われているM61 バルカンは8ミリラジアン、より大きくかなり重いGAU-8 アヴェンジャーは5ミリラジアンと評価されている。
フランスにおける一般競技会に出場したときに、CRV7はちょうどカナダ空軍に導入された。競技の一つは、タワーに非武装のロケット弾を命中させるものだった。カナダのパイロットは、最初の挑戦で命中させたが、より威力の低いMk.40と同じように発射したので、近すぎてロケットモーターが発火したままだった。モーターによってタワーは粉々に破壊され、審判は非武装だということが信じられず、パイロットは失格になった。

## エンジンの開発
C-14 エンジンのアルミニウムを基本とした燃料は、大量の煙を発生する。煙がすぐにきれいになる高速な航空機には向いているが、ある程度のあいだ煙の中を飛行しなければならない遅い飛行機やヘリコプターには向いていない。この問題は、RLU-5002/B（C-15） エンジンの開発を促した。これは、アルミニウムを含んでおらず、煙の発生は大幅に抑えられ、全力積はわずかに小さい2,185lbfs（9.7kNs）だった。最初のC-15は、尾部に取り付ける点火装置を使っており、これは、ロケットが発射されるとロケットから切り離された。これは、時々航空機に当たって、小さな損傷を与えることがあった。これに対処するために、発射した時に切り離されない「Head-End Parmanent Igniter」（頭部に取り付ける固定式の発火装置）を用いたRLU-5002A/B（HEPI）が導入された。
ヘリコプター向けの最新のC-17およびC-18 エンジンは、全力積が少し小さな1,905lbfs（8.5kNs）であるが、まったく煙を発生しない。

## 弾頭
オリジナルのCRV7の弾頭は、U.S. M151 HEPD弾で、これは、単純な着発式の10ポンド (4.5 kg)弾頭であるが、アメリカの2.75インチロケット弾と同じように、CRV7は、M156発煙弾やM257/278照明弾（フレア）も装備できる。また、ブリストルは独自のWTU-5001/B訓練弾を発表した。これは、ナイロンの覆いの中に、端が平らな8ポンド (3.6 kg)の軟鋼の棒を入れたものである。後に、これとよく似ているが硬化鋼の棒を使った派生型WTU-5001A/Bを発表した。これらの訓練弾は、訓練のためにM151と同じ
弾道になっており、カナダ軍によって兵器の開発や導入の際に広く使われている。
ブリストルはこれに続いて、鉄筋コンクリート製の建物、特に掩体壕（バンカー）に対して用いるように特に設計されたSAPHEI/HEISAP弾頭である、16ポンド (7.3 kg)のWDU-50001/B対バンカー弾を開発した。これは、その重い鋼鉄の殻によってハンガーの壁を貫通し、その後75gの焼夷弾頭が発火する。この弾頭は、地面を13フィート (4.0 m)、コンクリートを3フィート (91 cm)、鋼鉄を1インチ (2.5 cm)、連続して貫通できる。
CRV7の運動エネルギーは極めて高く、試験した者たちは、訓練弾（8インチのソリッドな鋼鉄の棒の貫徹体をとりつけたもの）が、訓練用の標的として使われていた旧式なセンチュリオン戦車を貫通できることを知って驚いた。この結果、訓練弾頭の鋼鉄の棒をタングステンの棒に置き換えた対戦車用の弾頭が開発された。この新しい対戦車用の弾頭は、ロシアのT-72主力戦車の装甲を、いかなる角度でも貫通できた。この効果に関する、さらなる研究の結果、WDU-5002/B FAT（Flechette Anti-Tank：対戦車用フレシェット）弾頭が開発された。これは、タングステンで強化された鋼鉄のフレシェット 5本でできており、10,000フィート (3,000 m)の距離からT-72の側面または上面の装甲を貫通できた。これは、中または軽装甲の車両に対しても有効であることが判明した。さらに開発は進められ、WDU-500X/B多用途フレシェットが開発された。これは、対人、対軽装甲、対非装甲車両、および対ヘリコプター用で、80本のタングステンのフレシェットを放出し、1.5インチ (3.8 cm)の圧延装甲を貫通できる。
ブリストルはまた、"Raufoss Ammunisjonsfabrikker"のRA-79を転売した。これは、輸送部隊を攻撃するために設計されたセミ・アーマー・ピアシング弾頭である。
CRV-7 MPSM（Multi-Purpose Sub Munition）は、クラスター爆弾に分類され、一発のロケット弾にM73子弾頭が5発入っている。CRV-7 MPSMがクラスター弾に関する条約に含まれるかどうかについては意見が分かれていた。イギリスは、この協定の解釈に基づいて、CRV-7 MPSMの最後の一発を2009年7月に破棄した。

## 誘導バージョン
2006年、ブリストルは、CRV7の新しい派生型であるCRV7-PGの試験を始めた。この兵器は、ユーロサトリ2006で発表された。ブリストルの現在のオーナーであるマゼラン・エアロスペースは、2007年から販売を開始した。
PG（Precision Guided：精密誘導）バージョンは、コングスベルグ・ディフェンス&エアロスペースが開発したシーカーを、ほかの改造が施されていないCRV7のいずれかのバージョンの頭部に追加したものである。シーカーは、途中までは単純な慣性誘導を用い、最後はレーザー目標指示装置によって誘導される。また、レーダー源に対して誘導されるバージョンや、GPSによって誘導されるバージョンも提供されている。レーザー・シーカーとFAT弾頭を組み合わせたものは、長距離対戦車ミサイルとして使用できる。これは、AGM-114 ヘルファイアのような通常のミサイルよりも高速かつ大幅に安価である。
また、特殊部隊のために、六輪駆動車に搭載した一本の発射管から発射するCRV7-PGの派生型が開発された。使用するときは、車で戦場に進出し、前線のチームが（レーザー照射で）指示した目標を狙って、遮蔽物の陰から発射する。